# Городище (Барановичский район)
Городи́ще (бел. Гарадзішча) — городской посёлок в Барановичском районе Брестской области Беларуси. Административный центр Городищенского сельсовета.
Расположен в северной части района, в 25 км от города Барановичи на реке Сервеч. Одно из древнейших поселений на территории района. Население — 1 660 человек (на 1 января 2025 года).
Самый крупный населённый пункт в Барановичском районе, так как город Барановичи в состав района не входит.
Некогда районный центр Городищенского района, занимавшего северную половину сегодняшнего Барановичского. На дороге Р-5, соединяющей Городище с Барановичами, самой южной точкой Городищенского района был посёлок Октябрьский. Далее начинался Новомышский район, после объединения которого с Городищенским был образован Барановичский.

## Этимология
Название-термин: городище — поселение на месте какого-то городка, городьбы, также остатки древнего укрепления. Возникновение городищ связывают с эпохой патриархально-общинного строя и переходом к скотоводческо-земледельческому хозяйству, когда накопление некоторых запасов зерна и другого продовольствия потребовало защиты, укреплений. Славянские городища чаще всего относятся к периоду VIII—XIII веков.

## История
Имение Городище известно с 1414 года как державная (великокняжеская) собственность. В 1494 году построен костёл. До 1499 года принадлежало князю С. Бельскому. В 1501 году Великий князь Александр подарил владение своей супруге Алёне Ивановне. В инвентаре Кобринского староства с 1597 года был центром волости.
В конце XVI века Я. Адаховский построил церковь святой Илии и выделил ей селища Козельское и Ивановский Луг. В 1640 году Каменские построили каменный костёл. В 16-18 ввеках Городище принадлежало Немировым, Ходкевичам, Гастомским, Пацам (до 1931 года) и иным. Позже получило разрешение два раза в год проводить ярмарки. Здесь находились дворец с садом и парк. В результате второго раздела Речи Посполитой (1793) городок Городище оказался в составе Российской империи, с 1795 года — центр волости Новогрудского уезда. С 1831 года — казённая собственность. В 1866 году костёл превращен в православную церковь.
В 1866 году в городке было 60 дворов, 4504 жителей, работали две православные церкви, народное училище (открытое в 1863 году), часовня, синагога, четыре дома молитвы, богадельня, конная почтовая станция, кирпичный завод, пивоваренный завод, правление, проходили две ярмарки в год, работал врач. В 1909 году в городке и имении было 246 дворов, 2942 жителя, работали почта и телеграф, народное училище (в 1901 году 96 учеников, из них только 9 девушек), аптека, лечебница, собственное правление, две православные церкви, синагога, пять домов молитвы, кирпичный завод, более 19 прилавков, две ярмарки в год, богадельня, конная почтовая станция. На карте 1910 года указан под названием Городыще.
Во время Первой мировой войны Городище стало ареной затяжных боевых действий, из-за проходившей в этом месте линии русско-германского фронта. С 1921 года городок оказался в составе Польши, в Городищенской гмине Новогрудского района; в нём было 165 дворов, 1021 житель. В 1937 году в городке произошла крупная забастовка рабочих фанерного завода (участвовало около 600 человек). Рабочие требовали увеличить зарплату, улучшения условий труда и жизни, восстановления на работе. Требования рабочих были частично исполнены. В 1939 году в БССР, с 15 января 1940 года — городской посёлок, с 1 января 1940 года 25 декабря 1962 года — центр Городищенского района Барановичской области (с 8 января 1954 года — Брестской области).
Во время Великой Отечественной войны с конца июня 1941 года по 10 июля 1944 года посёлок был оккупирован фашистами, которые уничтожили в Городище около 4000 советских граждан. Евреи Городища были согнаны нацистами в Городищенское гетто и убиты.
Согласно переписи 1959 года в посёлке проживало 1694 жителя. В 1998 году — 2630 жителей, ДЭУ и ПМК-5, маслозавод, хлебозавод, столярный цех, электростанция, отделение связи, Дом быта, лесничество, автовокзал, ветлечебница, больница, аптека, средняя школа, школа-интернат, амбулатория, отделение банка, Дом культуры, музыкальная и детско-юношеская спортивная школы, ясли-сад, две библиотеки, Братская могила советских воинов и партизан.

## Население
Численность населения — 1 660 человек (на 1 января 2025 года). Население — 1748 человек (на 1 января 2023 года).
| Численность населения (по переписи) | Численность населения (по переписи) | Численность населения (по переписи) | Численность населения (по переписи) | Численность населения (по переписи) | Численность населения (по переписи) |
| 1886                                | 1909                                | 1921                                | 1959                                | 2009                                | 2019                                |
| ----------------------------------- | ----------------------------------- | ----------------------------------- | ----------------------------------- | ----------------------------------- | ----------------------------------- |
| 504                                 | ↗2942                               | ↘1021                               | ↗1694                               | ↗2219                               | ↘1885                               |

## Инфраструктура[9]
- Городищенская средняя школа имени М. А. Скипора — ул. 17 Сентября, 30.
- Городищенский дом-интернат для детей-инвалидов с особенностями психофизического развития — (ул. Едунова, 50)
- Городищенская детско-юношеская спортивная школа — ул. Спортивная, 1.
- Городищенская детская школа искусств — ул. Мицкевича, 9.
- Амбулатория врача общей практики.
- Горпоселковая больница — ул. Вежновца, 2.
- Аптека — ул. Рымши, 17.
- Баня — ул. Пролетарская, 8.
- Дом культуры.
- Горпоселковая библиотека.
- Отделение почтовой связи — ул. Едунова, 1.
- Филиал банка — ул. Едунова, 6.
- Магазины «Про запас» (ул. Вежновца, 3), «Родны кут», «Промтовары» и «Евроопт» (ул. Едунова, 1; ул. Вежновца, 7)[1].

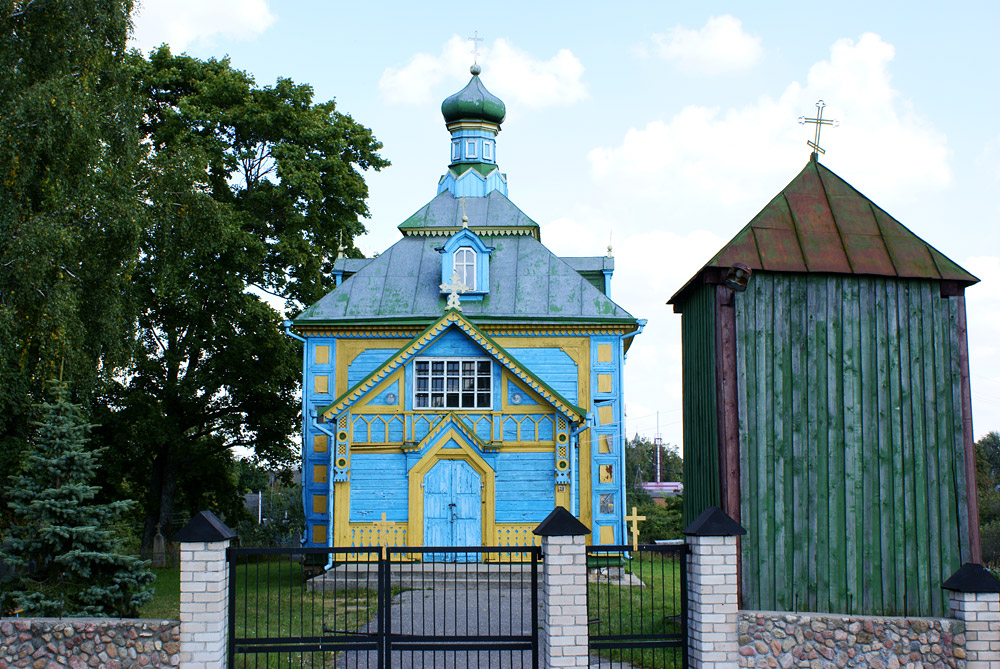
Деревянная церковь

Костёл

Учебно-производственный комбинат

## Культура
- Городищенский горпоселковый Дом культуры[9]
- Историко-краеведческий музей ГУО «Городищенская средняя школа имени М. А. Скипора Барановичского района»[10]

## Достопримечательности
- Свято-Крестовоздвиженская церковь (1764) — улица 17 Сентября, 28. Построена в 1764 году из дерева, реконструирована в начале XX века в неорусском стиле. Церковь — памятник народного деревянного зодчества. Внесена в Государственный список историко-культурных ценностей Республики Беларусь.
- Костёл Пресвятой Девы Марии (XVIII в.) — улица Мицкевича. Построен в XVIII веке из кирпича на месте основанного в 1640(1662?) году воеводой Яном Капицей монастыря базилиан, переведённого сюда из Монте-Кассино. В 1839(1864?) году переосвящен в православную церковь. Костёл — памятник архитектуры барокко.
- Братская могила советских воинов и партизан — улица 17 Сентября, около здания средней школы. Похоронены 262 воина (по другим данным — 264: 253 известны, 11 неизвестны[1]) и партизана, погибших в боях с немецко-фашистскими захватчиками в 1941—1944 годах. Среди похороненных — Герой Советского Союза Пётр Петрович Едунов. Внесена в Государственный список историко-культурных ценностей Республики Беларусь.
- Кладбище: военные германские времен Первой мировой войны, еврейские
- Синагога (кан. XIX в.)
- Городище — памятник археологии[11].

### Утраченное
- Усадебно-парковый комплекс Пацов (XVIII в.)
- Памятник-бюст императору Александру II. Открыт в 1911 году.